# Лауреаты Премии Правительства Российской Федерации в области науки и техники (2000)
Лауреаты Премии Правительства Российской Федерации в области науки и техники 2000 года — перечень награждённых государственной наградой Российской Федерации, присужденной за достижения в науке и технике в 2000 году.
По Постановлению от 10 марта 2000 года № 211 максимальный размер премий Правительства Российской Федерации в области науки и техники ограничивался в сумме 4500-кратного определённого законом минимального размера оплаты труда. Размер премии, выплачиваемой каждому лауреату, ограничивался 300-кратным определённым законом минимальным размером оплаты труда
Лауреаты определены Постановлением Правительства от 19 марта 2001 года № 230 по предложению Совета по присуждению премий Правительства Российской Федерации в области науки и техники.

## Легенда
Приводятся данные по премированной работе; фамилии лауреатов, их должность и место работы; номер абзаца в Постановлении

## Лауреаты
| номер | Лауреаты | Премированная работа |
| ----- | --- | --- |
| 1.    | Карпышеву Александру Владимировичу, кандидату технических наук, заместителю директора Научно-исследовательского института низких температур при Московском государственном авиационном институте (техническом университете), руководителю работы, Доркину Эдуарду Александровичу, начальнику отдела, Костюку Валерию Викторовичу, академику, директору, Лосеву Сергею Вячеславовичу, главному инженеру, — работникам того же института; Бессонову Виктору Анатольевичу, заместителю главного инженера акционерного общества «Завод экспериментального машиностроения ракетно-космической корпорации „Энергия“ имени С. П. Королева»; Веретенникову Виктору Григорьевичу, доктору физико-математических наук, проректору Московского государственного авиационного института (технического университета), Душкину Андрею Леонидовичу, кандидату технических наук, ведущему научному сотруднику, Зуеву Юрию Владимировичу, Лепешинскому Игорю Александровичу, докторам технических наук, профессорам, — работникам того же института; Копылову Николаю Петровичу, доктору технических наук, начальнику Всероссийского научно-исследовательского института противопожарной обороны; Лобову Олегу Ивановичу, кандидату технических наук, президенту общества с ограниченной ответственностью «Роисинвест»; Осипову Александру Михайловичу, ведущему технологу акционерного общества «Центральный научно-исследовательский институт специального машиностроения», Резаеву Михаилу Сергеевичу, кандидату технических наук, начальнику лаборатории того же акционерного общества | за создание технологии предотвращения катастрофических ситуаций, вызывающих пожары на энергетических объектах, основанной на газодинамическом способе формирования высокоскоростных мелкодисперсных струй жидкости с применением ранцевой системы «Игла-1-0,4»       |
| 2.    | Седлову Анатолию Степановичу, доктору технических наук, профессору Московского энергетического института (технического университета), руководителю работы, Жидких Виктору Федоровичу, кандидату технических наук, доценту, Лавыгину Василию Михайловичу, кандидату технических наук, заместителю проректора, Сидоровой Светлане Васильевне, научному сотруднику, Стерману Льву Самойловичу, доктору технических наук, профессору, — работникам того же института; Белякову Валерию Яковлевичу, директору службы маркетинга акционерного общества "Таганрогский котлостроительный завод «Красный котельщик»; Берсеневу Владимиру Александровичу, заведующему лабораторией федерального государственного унитарного предприятия «Всероссийский научно-исследовательский и проектно-конструкторский институт атомного энергетического машиностроения», Голубеву Евгению Константиновичу, кандидату технических наук, заместителю заведующего отделом, Юрчевскому Евгению Борисовичу, кандидату технических наук, заместителю директора, — работникам того же предприятия; Ларюшкииу Николаю Ивановичу, генеральному директору акционерного общества «Мордовэнерго»; Шищенко Валерию Витальевичу, доктору технических наук, заведующему лабораторией акционерного общества "Объединение «ВНИПИЭнергопром»; Абрамову Альберту Ивановичу, кандидату технических наук (посмертно) | за исследование, разработку и внедрение на тепловых электрических станциях испарительной техники и технологии переработки сточных вод |
| 3.    | Иванову Валерию Николаевичу, доктору технических наук, генеральному директору акционерного общества «Научно-исследовательский институт электроизмерительных приборов», Левиту Семену Ильичу, Семенову Николаю Михайловичу, Шеленшкевичу Владимиру Александровичу, кандидату технических наук, начальникам отделов, Миткуну Владимиру Николаевичу, начальнику сектора, Обоишеву Юрию Павловичу, кандидату технических наук, начальнику лаборатории, Скородумову Сергею Афанасьевичу, доктору технических наук, бывшему начальнику отдела, Яковлеву Николаю Ивановичу, кандидату технических наук, заместителю генерального директора, — работникам того же акционерного общества; Карпенкову Степану Харлановичу, доктору технических наук, заведующему кафедрой Института информационных систем управления Государственного университета управления; Хавкину Владимиру Ефимовичу, кандидату технических наук, начальнику отдела акционерного общества "Конструкторско-технологическое бюро микроэлектронных приборов с производством «Светлана-микроэлектроника»; Шахнову Вадиму Анатольевичу, доктору технических наук, заведующему кафедрой Московского государственного технического университета имени Н. Э. Баумана; Шевченко Павлу Петровичу, кандидату технических наук, начальнику сектора федерального государственного унитарного предприятия «Российский научно-исследовательский институт космического приборостроения» | за разработку и организацию производства электромагнитной контрольно-измерительной аппаратуры |
| 4.    | Кофанову Юрию Николаевичу, доктору технических наук, профессору Московского государственного института электроники и математики (технического университета), руководителю работы, Жаднову Валерию Владимировичу, Тумковскому Сергею Ростиславовичу, кандидатам технических наук, доцентам, Увайсову Сайгиду Увайсовичу, кандидату технических наук, докторанту, Сарафанову Альберту Викторовичу, кандидату технических наук, стажеру, — работникам того же института; Андрееву Александру Ивановичу, кандидату технических наук, ведущему научному сотруднику 22 Центрального научно-исследовательского испытательного института Министерства обороны Российской Федерации, Борисову Александру Анатольевичу, кандидату технических наук, начальнику управления того же института; Бронину Евгению Ивановичу, кандидату технических наук, советнику генерального директора акционерного общества "Центральное конструкторское бюро «Алмаз», Вермишеву Юрию Христофоровичу, доктору технических наук, начальнику отдела того же акционерного общества; Гольдину Виктору Вольфовичу, кандидату технических наук, главному конструктору федерального государственного унитарного предприятия «Научно-исследовательский институт автоматической аппаратуры имени академика B.C. Семенихина», Журавскому Виталию Григорьевичу, доктору технических наук, главному инженеру, заместителю директора того же предприятия, Махвиладзе Тариэлю Михайловичу, доктору физико-математических наук, заведующему лабораторией Физико-технологического института Российской академии наук, Хренову Григорию Юрьевичу, доктору физико-математических наук, старшему научному сотруднику того же института; Старостину Анатолию Константиновичу, доктору технических наук, директору федерального государственного унитарного предприятия «Научно-исследовательский и экспериментальный институт автомобильной электроники и электрооборудования»; Шалумову Александру Славовичу, доктору технических наук, заведующему кафедрой Ковровской государственной технологической академии | за разработку научных основ, создание и внедрение автоматизированных систем комплексного математического моделирования физических процессов в радиоэлектронных средствах                                                                                             |
| 5.    | Лахову Владимиру Михайловичу, кандидату физико-математических наук, начальнику управления Государственного комитета Российской Федерации по стандартизации и метрологии, руководителю работы; Абраменко Юрию Михайловичу, кандидату биологических наук, начальнику участка государственного научного центра Российской Федерации — Государственного научно-исследовательского института физических проблем имени Ф. В. Лукина; Альшину Борису Ивановичу, кандидату физико-математических наук, генеральному директору государственного научного центра Российской Федерации — Всероссийского научно-исследовательского института физико-технических и радиотехнических измерений, Дойникову Александру Сергеевичу, кандидату технических наук, главному метрологу — начальнику отдела, Здорикову Николаю Николаевичу, Левцову Владимиру Ивановичу, кандидату технических наук, начальникам лабораторий, Карпову Олегу Викторовичу, кандидату физико-математических наук, начальнику отделения, Лапшину Александру Ивановичу, кандидату физико-математических наук, бывшему начальнику лаборатории, Овчинникову Юрию Алексеевичу, научному сотруднику, Сейку Елене Евгеньевне, кандидату технических наук, ведущему научному сотруднику, — работникам того же центра; Карпову Юрию Александровичу, члену-корреспонденту Российской академии наук, заведующему отделом государственного научного центра Российской Федерации — Государственного научно-исследовательского и проектного института редкометаллической промышленности; Конопелько Леониду Алексеевичу, доктору технических наук, руководителю лаборатории государственного научного центра Российской Федерации — Всероссийского научно-исследовательского института метрологии имени Д. И. Менделеева, Суворову Владимиру Ивановичу, кандидату технических наук, ведущему научному сотруднику того же центра; Романову Сергею Николаевичу, начальнику отдела Министерства промышленности, науки и технологий Российской Федерации; Хажуеву Владимиру Натрибовичу, кандидату технических наук, начальнику управления — главному метрологу общества с ограниченной ответственностью «Межрегиональная компания по реализации газа» | за создание и внедрение нового поколения государственных эталонов для метрологического обеспечения электрохимических измерений |
| 6.    | Дауеву Юрию Михайловичу, начальнику управления Министерства природных ресурсов Российской Федерации, Яцкевичу Борису Александровичу, кандидату геолого-минералогических наук, Министру природных ресурсов Российской Федерации; Константинову Михаилу Михайловичу, Ручкину Георгию Владимировичу, докторам геолого-минералогических наук, Кузнецову Владимиру Вениаминовичу, кандидату геолого-минералогических наук, заведующим отделами Центрального научно-исследовательского геологоразведочного института цветных и благородных металлов, Кочневу-Первухову Владимиру Ильичу, Риндзюнской Наталии Михайловне, кандидатам геолого-минералогических наук, Николаевой Лидии Александровне, доктору геолого-минералогических наук, ведущим научным сотрудникам, Кривцову Анатолию Ивановичу, доктору геолого-минералогических наук, заместителю директора, Матвеевой Елене Вениаминовне, Набровенкову Олегу Сергеевичу, Яблоковой Светлане Васильевне, кандидатам геолого-минералогических наук, Новикову Владимиру Николаевичу, кандидату географических наук, старшим научным сотрудникам, Мигачеву Игорю Федоровичу, доктору геолого-минералогических наук, директору, Черемисиной Екатерине Алексеевне, младшему научному сотруднику, — работникам того же института | за работу «Экзогенная золотоносность и платиноносность Российской Федерации — комплект карт» |
| 7.    | Петухову Игнатию Макаровичу, доктору технических наук, главному научному сотруднику федерального государственного унитарного предприятия «Государственный научно-исследовательский институт горной геомеханики и маркшейдерского дела», руководителю работы, Филинкову Анатолию Александровичу, кандидату технических наук, заведующему сектором, Шабарову Аркадию Николаевичу, кандидату технических наук, заместителю директора, — работникам того же предприятия; Батугиной Иде Михайловне, доктору технических наук, профессору Московского государственного горного университета; Егорову Петру Васильевичу, доктору технических наук, заведующему кафедрой Кузбасского государственного технического университета; Ильину Адольфу Михайловичу, кандидату технических наук, начальнику управления Федерального горного и промышленного надзора России; Козыреву Анатолию Александровичу, доктору технических наук, заместителю директора Горного института Кольского научного центра Российской академии наук; Коновалову Анатолию Петровичу, заместителю генерального директора акционерного общества «Норильская горная компания»; Курлене Михаилу Владимировичу, академику, директору Института горного дела Сибирского отделения Российской академии наук; Мозолеву Александру Васильевичу, кандидату технических наук, генеральному директору акционерного общества «Восточный научно-исследовательский горнорудный институт», Шреппу Борису Валентиновичу, доктору технических наук, заведующему лабораторией того же акционерного общества; Селивонику Владимиру Григорьевичу, кандидату технических наук, заместителю главного инженера акционерного общества «Севуралбокситруда»; Скляру Николаю Ивановичу, кандидату технических наук, директору Таштагольского рудника акционерного общества «Кузнецкий металлургический комбинат»; Федорову Сергею Геннадьевичу, кандидату экономических наук, генеральному директору акционерного общества «Апатит»; Смирнову Виталию Александровичу, доктору технических наук (посмертно) | за разработку и внедрение комплекса мер борьбы с горными ударами на рудниках России |
| 8.    | Щугореву Виктору Дмитриевичу, доктору технических наук, генеральному директору общества с ограниченной ответственностью «Астраханьгазпром», руководителю работы, Белинскому Борису Исаевичу, кандидату технических наук, директору газоперерабатывающего завода, Галкину Геннадию Александровичу, Коломойцу Владимиру Николаевичу, кандидату технических наук, заместителям генерального директора, Гераськину Владимиру Ивановичу, техническому директору — первому заместителю генерального директора, Спирину Виктору Петровичу, начальнику отдела, Тягненко Владимиру Алексеевичу, кандидату технических наук, начальнику военизированной части, Циху Геннадию Алексеевичу, заместителю технического директора, — работникам того же общества; Генделю Григорию Леонидовичу, кандидату технических наук, заведующему отделом общества с ограниченной ответственностью «Волго-Уральский научно-исследовательский и проектный институт нефти и газа»; Дедикову Евгению Васильевичу, кандидату технических наук, заместителю начальника управления акционерного общества «Газпром»; Чуйкову Юрию Сергеевичу, доктору биологических наук, председателю государственного комитета по охране окружающей среды Астраханской области; Ярыгину Геннадию Андреевичу, доктору технических наук, директору инженерно-технического центра производственно-экологической безопасности газовой промышленности «Оргэкогаз» | за разработку и внедрение новых технологий обеспечения промышленной и экологической безопасности на нефтегазовых и химических производствах (на примере Астраханского газохимического комплекса)                                                                     |
| 9.    | Силину Михаилу Александровичу, кандидату химических наук, ведущему научному сотруднику Российского государственного университета нефти и газа имени И. М. Губкина, руководителю работы, Гаевому Евгению Геннадьевичу, кандидату химических наук, ведущему научному сотруднику, Кошелеву Владимиру Николаевичу, доктору химических наук, заведующему кафедрой, Магадову Рашиду Сайпуевичу, Магадовой Любови Абдулаевне, кандидатам технических наук, старшим научным сотрудникам, — работникам того же университета; Грайферу Валерию Исааковичу, кандидату технических наук, генеральному директору акционерного общества «Российская инновационная топливно-энергетическая компания»; Заволжскому Виктору Борисовичу, генеральному директору акционерного общества «Пурнефтеотдача», Попову Павлу Ивановичу, главному инженеру, Радченко Владимиру Степановичу, заместителю генерального директора, — работникам того же акционерного общества; Лачугину Ивану Георгиевичу, генеральному директору — генеральному конструктору акционерного общества "Промышленная корпорация «Космос-нефть-газ» | за разработку и промышленное внедрение новых технологий гидроразрыва пласта с использованием гелеобразных рабочих жидкостей на водной и углеводородной основах |
| 10.   | Перельману Олегу Михайловичу, генеральному директору акционерного общества «Новомет-Пермь», руководителю работы, Безматерных Надежде Викторовне, начальнику отдела, Куприну Павлу Борисовичу, первому заместителю генерального директора, Рабиновичу Александру Исааковичу, заместителю генерального директора, Трясцыну Игорю Павловичу, главному конструктору, — работникам того же акционерного общества; Агееву Шарифжану Рахимовичу, заведующему отделом акционерного общества "Особое конструкторское бюро бесштанговых насосов «Коннас»; Акименко Владимиру Борисовичу, кандидату технических наук, директору Института порошковой металлургии Центрального научно-исследовательского института чёрной металлургии имени И. П. Бардина; Горькову Игорю Ивановичу, начальнику отдела акционерного общества "Нефтяная компания «ЛУКОЙЛ»; Зуеву Федору Федоровичу, заместителю генерального директора акционерного общества «Мотовилихинские заводы»; Дорогокупцу Геннадию Леонидовичу, начальнику производства акционерного общества «Новомет-Мотовилихинские заводы», Мельникову Михаилу Юрьевичу, директору того же акционерного общества; Мухамадееву Георгию Рашитовичу, начальнику Сургутской центральной базы производственного обслуживания по прокату и ремонту электропогружных установок акционерного общества «Сургутнефтегаз»; Нуряеву Анатолию Сергеевичу, первому заместителю генерального директора акционерного общества «Сургутнефтегаз»; Пекарникову Николаю Николаевичу, генеральному директору акционерного общества «Ойлпамп»; Петрову Владимиру Петровичу, генеральному директору акционерного общества «Нефтебур» | за создание и промышленное внедрение нового технологического оборудования для интенсификации добычи нефти в осложненных условиях на основе разработанных центробежно-вихревых установок                                                                              |
| 11.   | Рашникову Виктору Филипповичу, доктору технических наук, генеральному директору акционерного общества «Магнитогорский металлургический комбинат», руководителю работы, Кандакову Анатолию Иувинальевичу, начальнику цеха, Сарычеву Александру Валентиновичу, заместителю начальника цеха, Сарычеву Александру Федоровичу, кандидату технических наук, начальнику лаборатории, Тахаутдинову Рафкату Спартаковичу, кандидату технических наук, заместителю генерального директора, — работникам того же акционерного общества; Ильину Петру Петровичу, главному специалисту акционерного общества «Магнитогорский институт по проектированию металлургических заводов»; Клочаю Виктору Владимировичу, кандидату технических наук, директору по производству акционерного общества «Северсталь», Луневу Анатолию Григорьевичу, главному специалисту, Мордашову Алексею Александровичу, генеральному директору, Филатову Михаилу Васильевичу, начальнику производства, Чумакову Сергею Михайловичу, кандидату технических наук, техническому директору — главному инженеру, — работникам того же акционерного общества; Никифорову Борису Александровичу, доктору технических наук, ректору Магнитогорского государственного технического университета имени Г. И. Носова; Смирнову Леониду Андреевичу, члену-корреспонденту Российской академии наук, генеральному директору государственного научного центра Российской Федерации — Уральского института металлов; Шатохину Игорю Михайловичу, директору общества с ограниченной ответственностью "Научно-техническая производственная фирма «Эталон»; Югову Петру Ивановичу, доктору технических наук, заведующему лабораторией государственного научного центра Российской Федерации — Центрального научно-исследовательского института чёрной металлургии имени И. П. Бардина | за разработку и внедрение комплекса мероприятий по повышению производства и качества выплавляемой стали в кислородно-конвертерных цехах акционерных обществ «Магнитогорский металлургический комбинат» и «Северсталь»                                                |
| 12.   | Банных Олегу Александровичу, академику, заведующему лабораторией Института металлургии и материаловедения имени А. А. Байкова Российской академии наук; Бекмурзову Мухарбеку Александровичу, генеральному директору акционерного общества «Магнит»; Вишнякову Алексею Абрамовичу, бывшему плавильщику федерального государственного унитарного предприятия «Спецмагнит», Збойкову Василию Петровичу, директору, Куликову Александру Николаевичу, начальнику отдела, Куликову Олегу Николаевичу, кандидату технических наук, ведущему инженеру, Немчикову Владимиру Сергеевичу, главному инженеру, Ракову Владимиру Ильичу, начальнику сектора, — работникам того же предприятия; Громову Василию Ивановичу, кандидату технических наук, заведующему отделом федерального государственного унитарного предприятия «Научно-исследовательский институт санитарной техники»; Козлову Леониду Яковлевичу, Романову Льву Михайловичу, докторам технических наук, Самарину Борису Антоновичу, кандидату технических наук, профессорам Московского государственного института стали и сплавов (технологического университета); Колоскову Владимиру Федоровичу, кандидату технических наук, доценту Московского государственного вечернего металлургического института, Савченко Евгению Григорьевичу, кандидату технических наук, заведующему кафедрой, Чурсину Виктору Макаровичу, доктору технических наук, профессору, — работникам того же института | за работу по созданию сплавов и ресурсосберегающей технологии для производства литых магнитов с высокими энергетическими параметрами |
| 13.   | Бессмертному Дмитрию Эдуардовичу, главному инженеру федерального государственного учреждения «Волжское государственное бассейновое управление водных путей и судоходства», Пожидаеву Геннадию Ивановичу, руководителю того же учреждения; Горохову Виктору Борисовичу, кандидату физико-математических наук, начальнику сектора федерального государственного унитарного предприятия «Центральный научно-исследовательский институт машиностроения», Лиходеду Анатолию Ивановичу, доктору технических наук, начальнику лаборатории, Паничкину Николаю Георгиевичу, кандидату физико-математических наук, заместителю директора, Синельникову Вячеславу Степановичу, главному специалисту, — работникам того же предприятия; Злотникову Вадиму Анатольевичу, заместителю начальника отдела Российского авиационно-космического агентства; Коблеву Игорю Ильясовичу, руководителю федерального государственного учреждения «Волго-Донское государственное бассейновое управление водных путей и судоходства», Шестакову Виктору Яковлевичу, первому заместителю руководителя того же учреждения; Кривошею Владимиру Александровичу, кандидату технических наук, руководителю департамента Министерства транспорта Российской Федерации, Савенко Вячеславу Илларионовичу, заместителю руководителя департамента, Смирнову Николаю Григорьевичу, кандидату технических наук, заместителю Министра, — работникам того же Министерства; Леенсону Семену Вульфовичу, главному инженеру специального проектного и конструкторско-технологического бюро «Ленгидросталь» акционерного общества «Трест гидромонтаж»; Медведеву Леониду Израилевичу, главному инженеру федерального государственного унитарного предприятия «Канал имени Москвы»; Швецову Валерию Васильевичу, ведущему специалисту бывшего Министерства науки и технологий Российской Федерации | за создание системы обеспечения ресурса и безопасности функционирования металлоконструкций напорных гидротехнических сооружений на основе технологий отработки прочности ракетно-космической техники                                                                 |
| 14.   | Попинову Вениамину Родионовичу, кандидату технических наук, начальнику сектора государственного научного центра Российской Федерации — Центрального научно-исследовательского института имени академика А. Н. Крылова, руководителю работы, Зайцеву Олегу Никоноровичу, Пустобаеву Вячеславу Дмитриевичу, ведущим инженерам, Илькову Владимиру Константиновичу, кандидату технических наук, бывшему заместителю начальника отделения; Ионову Алексею Владимировичу, доктору технических наук, начальнику лаборатории, заместителю начальника отделения, Орему Игорю Леонидовичу, кандидату технических наук, бывшему начальнику лаборатории, — работникам того же центра; Абдурахманову Гумару Файзурахмановичу, заместителю начальника отдела инженерного центра федерального государственного унитарного предприятия «Адмиралтейские верфи»; Альпину Александру Яковлевичу, доктору технических наук, главному научно-техническому руководителю производственного объединения «Северное машиностроительное предприятие»; Иванову Владимиру Григорьевичу, начальнику сектора федерального государственного унитарного предприятия "Санкт-Петербургское морское бюро машиностроения «Малахит»; Комарову Юрию Петровичу, заведующему отделом федерального государственного унитарного предприятия "Научно-производственное предприятие «Прогресс»; Шапиро Борису Андреевичу, ведущему инженеру федерального государственного унитарного предприятия "Центральное конструкторское бюро морской техники «Рубин»; Шляхману Александру Александровичу, кандидату технических наук, ведущему научному сотруднику акционерного общества «Научно-исследовательский институт эластомерных материалов и изделий»; Щеголихину Валентину Павловичу, доктору технических наук, главному научному сотруднику 1 Центрального научно-исследовательского института Министерства обороны Российской Федерации; Ярыгину Владимиру Александровичу, заместителю начальника управления акционерного общества «Красный треугольник»; Беляковскому Николаю Георгиевичу, доктору технических наук (посмертно) | за создание и внедрение комплекса высокоэффективных амортизирующих конструкций, обеспечивающих существенное снижение вибрации и шума и увеличение эксплуатационной надежности механизмов и оборудования в судостроении и других отраслях промышленности и транспорта |
| 15.   | Гаркунову Дмитрию Николаевичу, доктору технических наук, научному консультанту общества с ограниченной ответственностью "Корпорация «Сплав-лтд», руководителю работы, Бабель Валентине Григорьевне, доктору технических наук, научному консультанту того же общества; Выскребенцеву Николаю Александровичу, кандидату технических наук, доценту Московского государственного агроинженерного университета имени В. П. Горячкина, Ерохину Михаилу Никитьевичу, доктору технических наук, ректору, Карпенкову Владимиру Филипповичу, Стрельцову Владимиру Васильевичу, докторам технических наук, проректорам, Некрасову Сергею Сергеевичу, Северцеву Николаю Алексеевичу, Симоненко Александру Владимировичу, докторам технических наук, профессорам, Носихину Павлу Ивановичу, Попову Владимиру Никитовичу, докторам технических наук, заведующим кафедрами, — работникам того же университета; Григорьеву Михаилу Александровичу, доктору технических наук, главному научному сотруднику государственного научного центра Российской Федерации — Центрального ордена Трудового Красного Знамени научно-исследовательского автомобильного и автомоторного института | за разработку триботехнологии на базе открытий эффекта безызносности при трении и явления водородного изнашивания металлов |
| 16.   | Андрееву Владимиру Григорьевичу, кандидату технических наук, главному научному сотруднику-консультанту федерального государственного унитарного предприятия «Московский радиотехнический институт Российской академии наук», Бацких Геннадию Ивановичу, доктору технических наук, заместителю директора, Бондареву Борису Израиловичу, кандидату технических наук, начальнику сектора, Мурину Борису Павловичу, доктору технических наук, начальнику отдела, Уксусову Николаю Ивановичу, исполняющему обязанности начальника сектора, Федотову Аркадию Павловичу, доктору технических наук, начальнику сектора, — работникам того же предприятия; Есину Сергею Константиновичу, доктору технических наук, главному научному сотруднику Института ядерных исследований Российской академии наук, Кравчуку Леониду Владимировичу, доктору технических наук, заместителю директора, Лебедеву Евгению Дмитриевичу, кандидату технических наук, главному инженеру, Матвееву Виктору Анатольевичу, академику, директору, Пронину Олегу Дмитриевичу, кандидату технических наук, заведующему лабораторией, Серову Валерию Львовичу, главному инженеру установки, Тавхелидзе Альберту Никифоровичу, академику, заведующему отделом, — работникам того же института; Свиньину Михаилу Павловичу, доктору технических наук, директору научно-технического центра государственного предприятия «Научно-исследовательский институт электрофизической аппаратуры имени Д. В. Ефремова»; Хромову Александру Петровичу, главному специалисту федерального государственного унитарного предприятия «Государственный специализированный проектный институт» | за разработку, создание и ввод в научную эксплуатацию сильноточного линейного ускорителя протонов |
| 17.   | Авдееву Сергею Васильевичу, инструктору-космонавту, испытателю 1 класса акционерного общества «Ракетно-космическая корпорация „Энергия“ имени С. П. Королева», летчику-космонавту, Боброву Евгению Геннадиевичу, заместителю начальника отдела головного конструкторского бюро, Брюханову Николаю Альбертовичу, заместителю директора программы международной космической станции, Венгерскому Анатолию Степановичу, слесарю-инструментальщику завода экспериментального машиностроения, Григорьеву Юрию Ильичу, заместителю генерального конструктора, Данковцеву Виктору Ильичу, заместителю начальника отдела, Зеленщикову Николаю Ивановичу, первому вице-президенту — первому заместителю генерального конструктора, Цыганкову Олегу Семеновичу, доктору технических наук, начальнику отдела, — работникам того же акционерного общества; Афанасьеву Виктору Михайловичу, заместителю командира отряда космонавтов Российского государственного научно-исследовательского испытательного центра подготовки космонавтов имени Ю. А. Гагарина, летчику-космонавту, Скачкову Виктору Григорьевичу, ведущему инженеру того же центра; Бодунову Владимиру Павловичу, главному специалисту конструкторского бюро «Салют» Государственного космического научно-производственного центра имени М. В. Хруничева, Седову Владимиру Степановичу, начальнику отделения того же конструкторского бюро; Глазову Геннадию Михайловичу, ведущему инженеру акционерного общества "Научно-производственное предприятие «Звезда», Стоклицкому Анатолию Юделевичу, кандидату технических наук, главному специалисту того же акционерного общества; Синельщикову Михаилу Викторовичу, начальнику управления Российского авиационно-космического агентства | за научно-техническое обеспечение и реализацию работ в открытом космическом пространстве на отечественных орбитальных станциях в 1974—1999 годах |
| 18.   | Меньшикову Валерию Александровичу, доктору технических наук, директору Научно-исследовательского института космических систем — филиала Государственного космического научно-производственного центра имени М. В. Хруничева, руководителю работы, Лютову Михаилу Аркадьевичу, главному инженеру того же института; Алешину Николаю Павловичу, доктору технических наук, директору научно-учебного центра «Сварка и контроль» при Московском государственном техническом университете имени Н. Э. Баумана, Бигусу Георгию Аркадьевичу, кандидату технических наук, начальнику отдела, Вощанову Алексею Константиновичу, кандидату технических наук, заместителю директора, — работникам того же центра; Иванову Владимиру Леонтьевичу, доктору военных наук, заместителю генерального директора Государственного космического научно-производственного центра имени М. В. Хруничева; Канайкину Виктору Архиповичу, кандидату технических наук, генеральному директору акционерного общества "Производственное объединение «Спецнефтегаз»; Кузнецову Виктору Ивановичу, начальнику отдела Центра эксплуатации наземной космической инфраструктуры при Российском авиационно-космическом агентстве; Лобачеву Анатолию Ивановичу, первому заместителю генерального конструктора федерального государственного унитарного предприятия «Конструкторское бюро транспортно-химического машиностроения»; Лозовому Владимиру Демьяновичу, бывшему начальнику Федерального горного и промышленного надзора России; Седых Александру Дмитриевичу, начальнику управления акционерного общества «Газпром»; Тапутю Леонарду Юльяновичу, заместителю начальника управления Российского авиационно-космического агентства; Тененбауму Юрию Абрамовичу, Шапе Валентину Степановичу, начальникам отделений федерального государственного унитарного предприятия «Конструкторское бюро общего машиностроения имени В. П. Бармина», Фурсову Алексею Александровичу, заместителю начальника отдела того же предприятия | за разработку методологии и внедрение в практику экспертных систем оценки ресурса подведомственных Федеральному горному и промышленному надзору России объектов, входящих в состав ракетно-космических комплексов                                                    |
| 19.   | Абрамову Олегу Борисовичу, кандидату технических наук, начальнику лаборатории акционерного общества «Кирово-Чепецкий химический комбинат имени Б. П. Константинова», Афанасенко Борису Павловичу, начальнику цеха, Гольдинову Авраму Липовичу, доктору технических наук, научному консультанту, Дедову Алексею Сергеевичу, техническому директору, Захарову Владимиру Юрьевичу, доктору химических наук, главному инженеру, Киселевичу Петру Викторовичу, заместителю главного инженера завода минеральных удобрений, Логинову Николаю Дмитриевичу, директору завода минеральных удобрений, Мачехину Георгию Николаевичу, заместителю технического директора, Новоселову Федору Ивановичу, бывшему заместителю главного инженера, Сеземину Владимиру Алексеевичу, заместителю главного инженера, Сучкову Вадиму Алексеевичу, заместителю генерального директора, Уткину Валентину Васильевичу, кандидату технических наук, начальнику отдела, — работникам того же акционерного общества; Маликову Виктору Алексеевичу, кандидату технических наук, начальнику лаборатории федерального государственного унитарного предприятия «Всероссийский научно-исследовательский институт химической технологии»; Одинцову Виктору Александровичу, кандидату технических наук, старшему научному сотруднику акционерного общества «Свердловский научно-исследовательский институт химического машиностроения»; Тюрину Евгению Ивановичу, кандидату технических наук, главному инженеру федерального государственного унитарного предприятия «Государственный специализированный проектный институт» | за разработку технологии и создание промышленного производства комплексной безотходной переработки апатитового концентрата |
| 20.   | Алдушкину Михаилу Ивановичу, председателю государственного комитета по охране окружающей среды Калужской области, Челенко Василию Георгиевичу, бывшему начальнику инспекции того же комитета; Вершкову Леониду Владимировичу, начальнику управления бывшего Государственного комитета Российской Федерации по охране окружающей среды, Порядину Алексею Филипповичу, кандидату технических наук, первому заместителю председателя того же комитета; Жукову Ивану Ивановичу, советнику бывшего Федерального экологического фонда Российской Федерации, Хуснутдинову Данилю Саитгараевичу, исполнительному директору того же фонда; Котову Сергею Владиленовичу, кандидату физико-математических наук, генеральному директору акционерного общества "Научно-производственная фирма «Аналитинвест»; Мясоедову Борису Федоровичу, академику, заведующему лабораторией Института геохимии и аналитической химии имени В. И. Вернадского Российской академии наук; Родину Владимиру Андреевичу, генеральному директору акционерного общества «Козельский механический завод»; Рыжневу Вадиму Юрьевичу, кандидату технических наук, генеральному директору акционерного общества "Научно-производственное объединение «Химавтоматика», Сергееву Сергею Константиновичу, главному конструктору того же акционерного общества; Цветкову Георгию Михайловичу, начальнику Главного управления аналитического контроля и метрологического обеспечения природоохранной деятельности при бывшем Государственном комитете Российской Федерации по охране окружающей среды | за разработку научных основ экоаналитических технологий, создание и внедрение в систему государственного природоохранного контроля и мониторинга многоцелевых стационарных и мобильных химико-аналитических лабораторий                                              |
| 21.   | Бажутину Николаю Борисовичу, кандидату химических наук, заместителю директора производственного предприятия «Вектор-фарм» государственного научного центра Российской Федерации — Государственного научного центра вирусологии и биотехнологии «Вектор», Гурьеву Владимиру Павловичу, Наумовой Нине Васильевне, начальникам цехов, Колокольцову Алексею Александровичу, кандидату биологических наук, начальнику производства, Таргонскому Сергею Николаевичу, кандидату физико-математических наук, директору, — работникам того же предприятия; Воробьеву Анатолию Андреевичу, академику Российской академии медицинских наук, заведующему кафедрой Московской медицинской академии имени И. М. Сеченова; Ершову Феликсу Ивановичу, академику Российской академии медицинских наук, руководителю отдела Научно-исследовательского института эпидемиологии и микробиологии имени Н. Ф. Гамалеи Российской академии медицинских наук, Малиновской Валентине Васильевне, доктору биологических наук, заведующей лабораторией того же института; Змызговой Анне Васильевне, доктору медицинских наук, ведущему научному сотруднику Центрального научно-исследовательского института эпидемиологии; Калинину Юрию Тихоновичу, доктору технических наук, генеральному директору акционерного общества «Биопрепарат»; Коробко Вячеславу Григорьевичу, кандидату химических наук, руководителю лаборатории Института биоорганической химии имени М. М. Шемякина и Ю. А. Овчинникова Российской академии наук, Монастырской Галине Сергеевне, кандидату химических наук, ведущему научному сотруднику того же института; Попову Владимиру Федоровичу, члену-корреспонденту Российской академии медицинских наук, руководителю отдела Государственного научно-исследовательского института стандартизации и контроля медицинских биологических препаратов имени Л. А. Тарасевича; Сандахчиеву Льву Степановичу, академику, генеральному директору государственного научного центра Российской Федерации — Государственного научного центра вирусологии и биотехнологии «Вектор», Серпинскому Олегу Игоревичу, кандидату химических наук, заведующему отделом того же центра                         | за разработку технологии получения субстанции интерферона альфа-2 человеческого рекомбинантного, готовых лекарственных средств на его основе и внедрение их в медицинскую практику                                                                                   |
| 22.   | Гудкову Юрию Васильевичу, генеральному директору акционерного общества «Всероссийский научно-исследовательский институт строительных материалов и конструкций имени П. П. Будникова», руководителю работы, Ахундову Ализакиру Алихады-оглы, доктору технических наук, директору по научной работе, Иваницкому Владимиру Валентиновичу, кандидату технических наук, заведующему отделом, Чернову Олегу Дмитриевичу, ведущему конструктору, — работникам того же акционерного общества; Акимову Евгению Александровичу, генеральному директору акционерного общества «Калужский завод крупнопанельного домостроения»; Гиндину Михаилу Наумовичу, кандидату технических наук, заместителю генерального директора акционерного общества "Научно-исследовательский, проектно-технологический институт «Стройиндустрия»; Гусенкову Сергею Александровичу, первому заместителю генерального директора акционерного общества «Строминноцентр», Макарову Александру Николаевичу, кандидату технических наук, заместителю генерального директора, Удачкину Игорю Борисовичу, доктору технических наук, генеральному директору, Филиппову Евгению Васильевичу, президенту, — работникам того же акционерного общества; Козярчуку Юрию Петровичу, директору акционерного общества «Тоболстройдеталь»; Лебедеву Александру Евгеньевичу, генеральному директору акционерного общества «Дмитровский экспериментальный механический завод»; Пешковой Людмиле Васильевне, главному специалисту акционерного общества "Научно-производственная фирма «Стройпрогресс — новый век»; Ромахину Виктору Анатольевичу, главному инженеру завода железобетонных изделий N 4 Федеральной службы специального строительства Российской Федерации | за разработку технологии и промышленное освоение производства энергоэкономичных стеновых и теплоизоляционных строительных материалов нового поколения |
| 23.   | Авдееву Валерию Валентиновичу, директору департамента Министерства иностранных дел Российской Федерации; Алексееву Сергею Александровичу, главному инженеру производственного аварийного управления канализационной сети московского государственного унитарного предприятия «Мосводоканал», Зарубину Александру Петровичу, заместителю генерального директора того же предприятия; Григоращенко Владимиру Александровичу, доктору технических наук, Плавских Владимиру Дмитриевичу, кандидату технических наук, ведущим научным сотрудникам Института горного дела Сибирского отделения Российской академии наук, Каменскому Вениамину Викторовичу, Тупицыну Сергею Константиновичу, кандидатам технических наук, старшим научным сотрудникам, — работникам того же института; Жаркову Евгению Григорьевичу, техническому директору общества с ограниченной ответственностью "Фирма «Прогресс», Харькину Владиславу Альбертовичу, генеральному директору того же общества; Масалову Анатолию Карповичу, генеральному директору акционерного общества «Сиблитмаш»; Леонову Геннадию Вадимовичу, директору муниципального унитарного предприятия «Водоканал» (г. Омск); Похилу Юрию Николаевичу, директору муниципального унитарного предприятия «Горводоканал» (г. Новосибирск), Рагино Игорю Германовичу, заместителю генерального директора акционерного общества "Научно-производственная компания «Комбест», Савельеву Александру Сергеевичу, заместителю главного инженера того же акционерного общества; Решедько Петру Васильевичу, кандидату технических наук, начальнику управления администрации Новосибирской области | за создание и внедрение конкурентоспособной технологии и оборудования по замене сетей водоотведения в городских условиях без производства земляных работ |
| 24.   | Батаеву Саид-Хасану Магомедовичу, кандидату медицинских наук, докторанту Российского государственного медицинского университета, Разумовскому Александру Юрьевичу, доктору медицинских наук, Степанову Эдуарду Александровичу, академику Российской академии медицинских наук, — профессорам того же университета; Беляевой Ирине Дмитриевне, заведующей отделением Детской городской клинической больницы N 13 имени Н. Ф. Филатова (г. Москва), Кулешову Борису Васильевичу, врачу-анестезиологу-реаниматологу, Романову Александру Владимировичу, заместителю главного врача, — работникам той же больницы | за разработку и внедрение в практику здравоохранения реконструктивной и пластической хирургии пищевода у детей |
| 25.   | Константинову Борису Алексеевичу, академику Российской академии медицинских наук, директору Российского научного центра хирургии Российской академии медицинских наук, руководителю работы, Балояну Георгию Мартиновичу, кандидату медицинских наук, научному сотруднику, Иванову Алексею Сергеевичу, доктору медицинских наук, главному научному сотруднику, — работникам того же центра; Барбарашу Леониду Семеновичу, члену-корреспонденту Российской академии медицинских наук, директору клиники Кемеровского кардиологического центра, Журавлевой Ирине Юрьевне, доктору медицинских наук, руководителю отдела, Иванову Сергею Васильевичу, кандидату медицинских наук, врачу-хирургу, — работникам того же центра; Кокорину Александру Ильичу, доктору химических наук, главному научному сотруднику Института химической физики имени Н. Н. Семенова Российской академии наук; Криковцову Александру Сергеевичу, доктору медицинских наук, профессору Кемеровской государственной медицинской академии; Миловановой Зое Петровне, кандидату биологических наук, ведущему научному сотруднику Московской медицинской академии имени И. М. Сеченова, Шехтеру Анатолию Боруховичу, доктору медицинских наук, заведующему лабораторией той же академии; Новиковой Светлане Петровне, доктору биологических наук, руководителю лаборатории Научного центра сердечно-сосудистой хирургии имени А. Н. Бакулева Российской академии медицинских наук; Соколову Виктору Викторовичу, доктору медицинских наук, ведущему научному сотруднику Научно-исследовательского института трансплантологии и искусственных органов; Черепенину Леониду Поликарповичу, доктору медицинских наук (посмертно) | за разработку и клиническое применение новых биотехнологий в сердечно-сосудистой хирургии |
| 26.   | Кулакову Владимиру Ивановичу, академику Российской академии медицинских наук, директору Научного центра акушерства, гинекологии и перинатологии Российской академии медицинских наук, руководителю работы, Абубакировой Аиде Муталовне, Антонову Альберту Григорьевичу, Сидельниковой Вере Михайловне, Чернухе Евгению Алексеевичу, докторам медицинских наук, руководителям отделений, Баранову Игорю Ивановичу, доктору медицинских наук, старшему научному сотруднику, Гуртовому Борису Львовичу, доктору медицинских наук, главному научному сотруднику, Серову Владимиру Николаевичу, академику Российской академии медицинских наук, заместителю директора, Федоровой Татьяне Анатольевне, доктору медицинских наук, ведущему научному сотруднику, Фотеевой Татьяне Степановне, кандидату медицинских наук, врачу, — работникам того же центра; Коновалову Геннадию Александровичу, доктору медицинских наук, заведующему отделением Объединённой больницы с поликлиникой Медицинского центра Управления делами Президента Российской Федерации, Смольникову Владимиру Савватиевичу, Чебышеву Александру Николаевичу, врачам, — работникам той же больницы; Кухарчуку Валерию Владимировичу, доктору медицинских наук, заместителю генерального директора Российского кардиологического научно-производственного комплекса, Покровскому Сергею Николаевичу, кандидату биологических наук, ведущему научному сотруднику того же комплекса | за разработку современных технологий гемафереза в профилактике и лечении патологических состояний в клинической медицине |
| 27.   | Кочетову Ивану Степановичу, члену-корреспонденту Российской академии сельскохозяйственных наук, академику — секретарю отделения земледелия, мелиорации и лесного хозяйства Российской академии сельскохозяйственных наук, руководителю работы, Свинцову Игорю Петровичу, доктору сельскохозяйственных наук, начальнику отдела того же отделения; Барабанову Анатолию Тимофеевичу, доктору сельскохозяйственных наук, заместителю директора Всероссийского научно-исследовательского института агролесомелиорации Российской академии сельскохозяйственных наук, Гаршиневу Евгению Александровичу, доктору сельскохозяйственных наук, Рулеву Александру Сергеевичу, кандидату сельскохозяйственных наук, ведущим научным сотрудникам, Зыкову Ивану Григорьевичу, доктору сельскохозяйственных наук, главному научному сотруднику, Панову Валерию Ивановичу, кандидату географических наук, старшему научному сотруднику Поволжской агролесомелиоративной опытной станции, Петелько Анатолию Ивановичу, кандидату сельскохозяйственных наук, директору Новосильской зональной агролесомелиоративной опытной станции, — работникам того же института; Камеристовой Ольге Рудольфовне, кандидату сельскохозяйственных наук, заместителю начальника отдела комитета по земельным ресурсам и землеустройству Челябинской области; Кузнецову Михаилу Сергеевичу, доктору биологических наук, заведующему кафедрой Московского государственного университета имени М. В. Ломоносова; Петрову Петру Тихоновичу, главному агроному совхоза «Новоникулинский» Ульяновской области; Провкову Юрию Викторовичу, председателю акционерного общества «Красный октябрь»; Шабаеву Анатолию Ивановичу, члену-корреспонденту Российской академии сельскохозяйственных наук, заместителю директора Научно-исследовательского института сельского хозяйства Юго-Востока Российской академии сельскохозяйственных наук | за разработку научных основ автоматизированного проектирования и практическое применение агролесомелиоративных почвозащитных систем адаптивно-ландшафтного обустройства сельскохозяйственных земель Российской Федерации                                             |
| 28.   | Марченко Олегу Степановичу, кандидату технических наук, заведующему отделом Всероссийского научно-исследовательского института механизации сельского хозяйства Российской академии сельскохозяйственных наук, руководителю работы, Антышеву Николаю Михайловичу, кандидату технических наук, заместителю директора, Воробьеву Владимиру Ивановичу, кандидату технических наук, заведующему лабораторией Северо-Кавказской опытной станции, — работникам того же института; Беликову Юрию Николаевичу, заместителю начальника Головного специализированного конструкторского бюро по комплексу кормоуборочных машин Республики Белоруссия, Шуринову Валентину Алексеевичу, кандидату технических наук, начальнику того же бюро; Бондареву Валентину Алексеевичу, доктору сельскохозяйственных наук, главному научному сотруднику Всероссийского научно-исследовательского института кормов имени В. Р. Вильямса Российской академии сельскохозяйственных наук; Гринько Владимиру Егоровичу, директору сельскохозяйственного производственного кооператива "Коллективное хозяйство «Зубр»; Зяббарову Азату Галимзяновичу, директору агрофирмы «Бирюли»; Иоффе Марку Павловичу, первому заместителю начальника Головного специализированного конструкторского бюро по комплексам зерноуборочных машин акционерного общества «Ростсельмаш»; Мазитову Назибу Каюмовичу, доктору сельскохозяйственных наук, главному эксперту акционерного общества "Холдинговая компания «Татсельхозтехника», Фаттахову Махмуту Габделхамитовичу, генеральному директору того же акционерного общества; Стаценко Антонине Ивановне, директору акционерного общества "Коллективное сельскохозяйственное общество «Родина»; Чепурному Анатолию Ивановичу, кандидату технических наук, ведущему научному сотруднику акционерного общества «Научно-исследовательский институт комплексных проблем машиностроения для животноводства и кормопроизводства», Шугурову Михаилу Михайловичу, кандидату технических наук, заместителю генерального директора того же акционерного общества; Шакирову Илдару Камиловичу, председателю объединения крестьянских хозяйств «Игенче»                                            | за разработку и внедрение ресурсосберегающих технологий производства кормов на базе энергосредства «Полесье» |
| 29.   | Морякиной Валентине Андреевне, кандидату биологических наук, директору Сибирского ботанического сада при Томском государственном университете, руководителю работы, Бересневой Валентине Михайловне, Зибаревой Ларисе Николаевне, кандидату химических наук, Свиридовой Татьяне Петровне, кандидату биологических наук, заведующим лабораториями, Кужнер Вере Ивановне, научному сотруднику, Тарасовой Марии Павловне, старшему научному сотруднику, — работникам того же ботанического сада | за создание уникального для северных широт планеты ботанического комплекса на основе ландшафтно-экологического подхода к интродукции растений с целью сохранения мирового биоразнообразия и оптимизации среды в Сибири                                               |
| 30.   | Маганову Равилю Ульфатовичу, первому вице-президенту акционерного общества "Нефтяная компания «ЛУКОЙЛ», руководителю работы, Александрову Анатолию Ивановичу, начальнику управления того же акционерного общества; Гельфенбуйму Исааку Викторовичу, кандидату технических наук, первому заместителю председателя государственного комитета по охране окружающей среды Пермской области; Иванову Евгению Александровичу, кандидату технических наук, статс-секретарю — первому заместителю начальника Федерального горного и промышленного надзора России; Кобякову Николаю Ивановичу, первому заместителю генерального директора общества с ограниченной ответственностью «ЛУКОЙЛ-Пермнефть»; Козлову Евгению Алексеевичу, начальнику государственной экспертизы проектов Министерства Российской Федерации по делам гражданской обороны, чрезвычайным ситуациям и ликвидации последствий стихийных бедствий; Путилову Александру Валентиновичу, доктору технических наук, руководителю департамента Министерства промышленности, науки и технологий Российской Федерации; Сорокину Юрию Григорьевичу, руководителю департамента Министерства труда и социального развития Российской Федерации; Черноплекову Алексею Николаевичу, кандидату физико-математических наук, главе московского представительства акционерного общества «ЛУКОЙЛ-Европа лтд»; Шуверову Владимиру Михайловичу, кандидату технических наук, первому заместителю генерального директора общества с ограниченной ответственностью «ЛУКОЙЛ-Пермнефтеоргсинтез»; Цховребову Юрию Валентиновичу, генеральному директору акционерного общества "Страховая компания «ЛУКОЙЛ» | за разработку и реализацию системы управления экологическими и промышленными рисками и организацию рационального природопользования в акционерном обществе "Нефтяная компания «ЛУКОЙЛ»                                                                               |
| 31.   | Альшину Владимиру Михайловичу, заместителю директора энергетического производства акционерного общества «Автоваз», Гильбуху Аркадию Яковлевичу, заместителю директора, Гречухину Александру Ивановичу, директору по инженерно-технологическому обеспечению, Калинскому Анатолию Васильевичу, главному инженеру энергетического производства, — работникам того же акционерного общества; Волкову Сергею Владимировичу, начальнику службы главного специалиста акционерного общества «Лаборатория импульсной техники», Дрожжину Владимиру Викторовичу, начальнику управления, Жукову Владимиру Ивановичу, главному конструктору, Костюченко Сергею Владимировичу, кандидату физико-математических наук, директору, Красночубу Александру Владимировичу, кандидату физико-математических наук, начальнику отдела, Филюгину Игорю Владимировичу, кандидату физико-математических наук, члену совета директоров, Якименко Александру Васильевичу, руководителю отдела, — работникам того же акционерного общества; Кудрявцеву Николаю Николаевичу, доктору физико-математических наук, ректору Московского физико-технического института (государственного университета); Лиманскому Георгию Сергеевичу, главе города Самара; Шишову Сергею Юрьевичу, генеральному директору муниципального унитарного производственного предприятия «Волгоградводоканал» | за разработку технологии обеззараживания природных и сточных вод больших городов и крупных объектов промышленности на основе применения ультрафиолетового излучения                                                                                                  |
| 32.   | Беляевой Светлане Алексеевне, кандидату технических наук, генеральному директору акционерного общества «Центральный научно-исследовательский институт швейной промышленности», руководителю работы, Невзоровой Галине Николаевне, инженеру, Сибилевой Татьяне Григорьевне, ведущему специалисту, Федоровской Валентине Семеновне, кандидату технических наук, Эглит Любови Альфредовне, заведующим лабораториями, — работникам того же акционерного общества; Афанасьевой Раллеме Федоровне, доктору медицинских наук, главному научному сотруднику Научно-исследовательского института медицины труда Российской академии медицинских наук, Бурмистровой Ольге Владимировне, кандидату медицинских наук, старшему научному сотруднику, Измерову Николаю Федотовичу, академику Российской академии медицинских наук, директору, Суворову Герману Алексеевичу, члену-корреспонденту Российской академии медицинских наук, заместителю директора, — работникам того же института; Буториной Нэле Васильевне, директору службы по исследованиям и разработкам акционерного общества "Финансово-производственная компания «Чайковский текстильный дом»; Марковой Маргарите Федоровне, заместителю руководителя департамента Министерства труда и социального развития Российской Федерации, Яковлевой Тамаре Александровне, бывшему главному специалисту того же Министерства; Синицыной Вере Анатольевне, кандидату технических наук, заведующей лабораторией акционерного общества «Центральный научно-исследовательский институт по переработке штапельных волокон», Тарасову Владимиру Павловичу, кандидату технических наук, генеральному директору того же акционерного общества | за разработку спецодежды нового поколения для защиты работающих от пониженных температур с учётом физиолого-гигиенических требований, современных методов оценки и новых материалов                                                                                  |
| 33.   | Житомирскому Георгию Иосифовичу, доктору технических наук, профессору Московского государственного авиационного института (технического университета) | за учебник «Конструкция самолётов» (1995 год) |
| 34.   | Березову Темирболату Темболатовичу, академику Российской академии медицинских наук, профессору Российского университета дружбы народов; Коровкину Борису Федоровичу, члену-корреспонденту Российской академии медицинских наук (посмертно) | за учебник «Биологическая химия» (1998 год) |
| 35.   | Калину Борису Александровичу, доктору физико-математических наук, заведующему кафедрой Московского государственного инженерно-физического института (технического университета), Чернову Ивану Ильичу, кандидату технических наук, доценту того же института; Платонову Павлу Александровичу, доктору технических наук, заместителю директора Института реакторных технологий и материалов государственного научного центра Российской Федерации — Российского научного центра «Курчатовский институт»; Бескоровайному Николаю Макаровичу, доктору технических наук (посмертно) | за учебник «Конструкционные материалы ядерных реакторов» (1995 год) |